# دین در ترازوی اخلاق
دین در ترازوی اخلاق: نسبت میان اخلاق دینی و اخلاق سکولار نام کتابی از ابوالقاسم فنائی است. این کتاب اولین کتاب منتشرشده از سه‌گانه‌ای از مؤلف است که همدیگر را تکمیل می‌کنند.

## مباحث کتاب
انگیزه اصلی این کتاب، یافتن راهی معقول و رضایت‌بخش برای حل تعارض اخلاق دینی و اخلاق سکولار است. به باور فنائی، نزاع‌ها و درگیرهای سیاسی و اجتماعی رایج در کشورهای‌ اسلامی عمدتاً محصول دو نگاه و طرز فکر متفاوت در باب رابطه دین و اخلاق و در حقیقت، محصول تعارض دو نظام اخلاقی و ارزشی و هنجاری متفاوت است. این دو نظام اخلاقی از دو مفروض بنیادین در باب منشاء و حدود و ثغورِ «حق اطاعت خدا شارع» یا «وجوب اطاعت از خدای شارع» سرچشمه می‌گیرند. در یک سو کسانی قرار دارند که مدعی‌اند حق اطاعتِ خدای شارع یا وجوب اطاعت از او «مطلق» است و لذا اخلاق مبتنی بر دین است و در صورت تعارض ارزش‌های الهی (=فقه یا اخلاقی دینی) و ارزش‌های بشری (=اخلاق سکولار)، ارزش‌های الهی باید مقدّم داشته شوند و در سوی دیگر کسانی قرار دارند که مدعی‌اند حق اطاعت خدای شارع و وجوب اطاعت از او «مقید» به قیود اخلاقی است و اخلاق نه تنها بر دین متبنی نیست که بر آن تقدم دارد. این کتاب در نقد و بررسی این دو دیدگاه است.

## کتاب در نگاه دیگران
محمدباقر تاج‌الدین در گفتگو با خبرگزاری کتاب ایران ایبنا می‌گوید:
من اغلب این دو کتاب (دین در ترازوی اخلاق و اخلاق دین‌شناسی) را به دانشجویانم هدیه می‌دهم و معتقدم مطالعه این دو اثر می‌تواند به میزان زیادی مشکلات ما را مرتفع کند چون بسیاری از این مسائل در ذهن ما شکل گرفته و اگر پاسخی به آنها داده شود می‌تواند روی زندگی افراد تاثیرگذار باشد.
مهدی ایرانمنش در سایت فرهنگی صدانت در معرفی این کتاب می‌نویسد:
از جملۀ امتیازات این کتاب آن است که با ارائۀ گفتمانی برتر (گفتمان ناظر آرمانی) به ارائۀ راه حلی برای حل پارادوکس اخلاق دینی و نیز آشتی دادن اخلاق دینی و اخلاق سکولار می‌پردازد.